# Delta Eridani
δ Eridani (Delta Eridani, δ Eri) ist ein Stern im Sternbild Eridanus. Delta Eridani gehört der Spektralklasse K0 an und besitzt eine scheinbare Helligkeit von 3,5m. Er ist ca. 30 Lichtjahre von der Sonne entfernt.
Der Stern trägt die historischen Eigennamen Rana („Frosch“) sowie Theemini.

## Eigenschaften
Delta Eridani ist ein Unterriese, der gerade die Hauptreihe im HRD verlässt und sich somit im Übergang vom Wasserstoff-Brennen zur Helium-Fusion befindet. Die Wasserstoff-Fusion verlagert sich dabei von seinem Kern in die Schalen. Das Alter von Delta Eridani wird auf 7 bis 8 Milliarden Jahre geschätzt. Er wäre damit nahezu doppelt so alt wie die Sonne. Seine bisherige Klassifizierung als Veränderlicher des Typs RS Canum Venaticorum ist wahrscheinlich falsch, aber die allgemeine Einordnung als veränderlicher Stern scheint sich zu bestätigen. Verdächtig dafür sind einige Veränderungen in Spektrum und Radialgeschwindigkeit, die auf Sonnenflecken und Pulsationen in seiner Atmosphäre hindeuten können. Delta Eridani besitzt eine Lithium-Anomalie. Der aus seinem Spektrum bestimmte Lithiumgehalt ist nur etwa halb so groß wie der Lithiumgehalt unserer Sonne. Man begründet dies bisher durch das relativ hohe Alter.

## Planeten
Planetare Begleiter (Gasriesen) um Delta Eridani konnten trotz mehrfacher Messung der Radialgeschwindigkeit bisher nicht nachgewiesen werden. Untersucht wurde ein Radius bis zu 10 AE Entfernung vom Stern. Die Habitable Zone wird in einem Bereich um 1,7 AE Abstand vom Stern vermutet.